# Montrevel-en-Bresse
Montrevel-en-Bresse es una comuna francesa del departamento de Ain, en la región de Auvernia-Ródano-Alpes. Pertenece a la comunidad de aglomeración del Bassin de Bourg-en-Bresse.

## Demografía
| 1 391 | 1 343 | 1 388 | 1 495 | 1 653 | 2 000 | 1 973 | 1 994 | 2 441 |
| Para los censos de 1962 a 1999 la población legal corresponde a la población sin duplicidades (Fuente: INSEE [Consultar]) |       |       |       |       |       |       |       |       |